# Amanita citrina var. alba
Amanita citrina var. alba (Gillet) E.-J. Gilbert è un fungo basidiomicete.

## Descrizione della specie

### Cappello
da convesso a piatto, cuticola opaca di color bianco candido, cosparsa da poche verruche.

### Lamelle
fitte, libere, bianche con lamellule.

### Gambo
cilindrico, da pieno a semicavo, con volva circoncisa e anello ampio e membranoso; tutto bianco.

### Carne
bianca, stessi odori e sapori della specie primaria.

## Habitat
autunnale, stesso habitat della specie primaria.

## Commestibilità
Scadente, come Amanita citrina.

Vivamente sconsigliato anche per la sua forte somiglianza con le amanite bianche mortali di seguito indicate.

## Sinonimi e binomi obsoleti
- Agaricus bulbosus Bull., Herbier de la France: tab. 577 (1793)
- Amanita bulbosa var. alba Pers.: 179 (1818)
- Amanita mappa var. alba (Gillet) Rea, Brit. basidiomyc. (Cambridge): 100 (1922)
- Amanita venenosa var. alba Gillet, Les Hyménomycètes ou description de tous les champignons (fungi) qui croissent en France (Alençon): 44 (1874)
- Amanita virosa sensu Gonnermann &; Rabenhorst; fide Saccardo, Sylloge fungorum omnium husque cognitorum 5: 10 (1887)
- Amanita virosa f. alba (Gillet) Courtec., Clé de determination macroscopique des champignons superieurs des regions du Nord de la France (Roubaix): 183 (1986)
- Amanitina citrina var. alba (Gillet) E.-J. Gilbert, Iconographia Mycologica 27(Suppl. 1): 78 (1941)

## Specie simili
- Amanita phalloides var. alba
- Amanita verna